# Алфреду-Вагнер
Алфреду-Вагнер (порт. Alfredo Wagner)  —  муниципалитет в Бразилии, входит в штат Санта-Катарина. Составная часть мезорегиона Гранди-Флорианополис. Входит в экономико-статистический  микрорегион Табулейру. Население составляет 8164 человека на 2006 год. Занимает площадь 732,277 км². Плотность населения — 11,1 чел./км².

## История
Город основан 21 декабря 1961 года. 

## Статистика
- Валовой внутренний продукт на 2003 составляет 67.851.226,00 реалов (данные: Бразильский институт географии и статистики).
- Валовой внутренний продукт на душу населения на 2003 составляет 7.999,44 реалов (данные: Бразильский институт географии и статистики).
- Индекс развития человеческого потенциала на 2000 составляет 0,778 (данные: Программа развития ООН).

## География
Климат местности: мезотермический гумидный.